# Pâmela Pereira
Pâmela Pereira  (Balsas, 25 de abril de 1988) é uma atleta que está representando o Brasil nos Jogos Paralímpicos de Paris 2024. 
Aos 26 anos, no ano de 2014, a maranhense sofreu um acidente de moto, em que precisou realizar a amputação da perna esquerda. Após se recuperar do acidente ainda no mesmo ano, Pâmela recebeu o convite para conhecer o Vôlei Sentado.  Dois anos depois, a atleta foi convocada pela Seleção Brasileira para os Jogos Paralímpicos de Verão de 2016. 
Em sua estreia na competição no Rio de Janeiro, a brasileira conquistou sua primeira medalha de bronze representando o país, ao vencer a Ucrânia por 3 sets a 0.